# Булушев, Павел Михайлович
Павел Михайлович Булушев (4 июля 1925 — 1991) — русский советский поэт. 

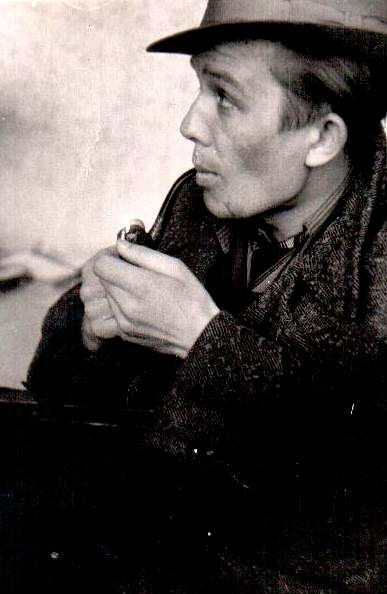

Участник Великой Отечественной войны: 16-летний токарь в Блокаду Ленинграда, участник обороны Ленинграда, 18-летний лейтенант, командир взвода на фронте, по ранению в 1944 году в 19 лет комиссован по инвалидности. После войны — журналист, корреспондент Ленинградского отделения ТАСС.
Автор известных стихотворений «Мамы идут на прорыв», «Приказ», «Место в строю», «Баллада о белых лебедях», «Баллада о резерве» и других.

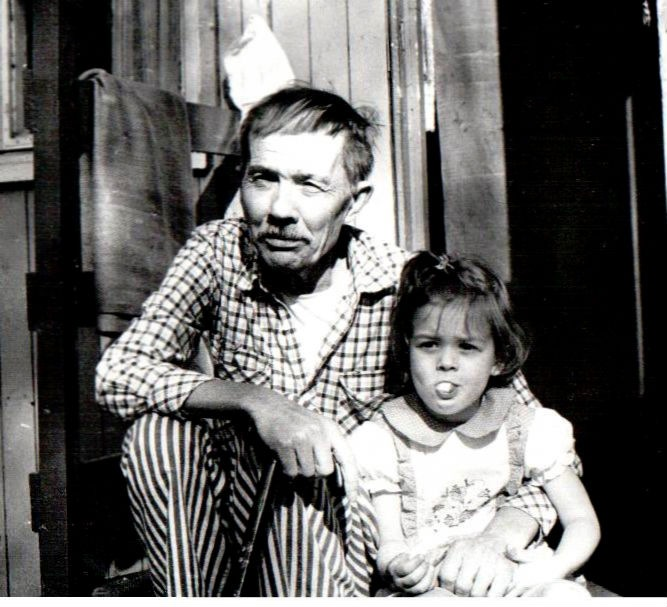
с внучкой Анастасией на даче в Комарово

Стихи Павла Булушева — это одновременно документы войны и воспоминания о войне. О войне день за днём.— Журнал «Нева», 1985 год

## Биография
Родился в 1925 году в Ленинграде. К началу войны закончил восемь классов. Член ВЛКСМ.
В 16 лет, в начале Блокады Ленинграда в 1941—1942 годах, работал слесарем и токарем на Заводе им. Степана Разина — там изготовлялись снаряды:

В цеху — полста вчерашних школяров, полсотни недоучек токарей.
Полста шрапнелей в день даём стране. Станки пониже бы — давали бы вдвойне.— из стихотворения «Посвящение в рабочий класс (Пьедестал)»
С весны 1942 года в составе Рабочего батальона Ленинского района Ленинградской армии народного ополчения сражался с фашистами на южном секторе обороны города за Кировским заводом, был впервые ранен.
В январе 1943 года призван на действительную военную службу в Красную Армию.
27 января 1944 года курсантом был в числе тех, кому было поручено произвести праздничный салют в честь окончательного снятия блокады Ленинграда.
С весны 1944 года воевал на Ленинградском и 3-м Прибалтийском фронтах. Командовал отделением автоматчиков, стрелковым и пулемётным взводами.
На лето 1944 года — младший лейтенант, командир взвода 6 роты 1363 стрелкового полка 381-й стрелковой дивизии 4-й Ударной армии.

В боях с финскими захватчиками в районе озера Вуокса 4 июля 1944 года со своим взводом атаковал противника с тыла и занял траншеи финнов. В завязавшемся траншейном бое уничтожил 4 финских солдат. Бойцы, воодушевлённые примером своего командира, очистили и закрепили за собой траншеи. Будучи раненым командовал взводом, не покинув поля боя.— из наградного листа на Орден Красной Звезды
В сентябре 1944 года участвовал в сражении за городок Валгу-Валку.
15 октября 1944 года был тяжело ранен.
За сто дней до Победы демобилизован инвалидом первой группы — на костылях.

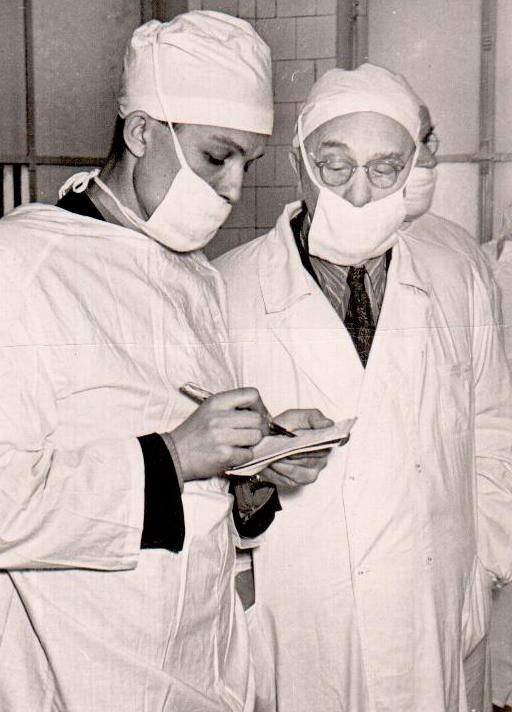

### После войны
После войны несколько лет плавал в качестве радиста на судах Балтийского пароходства, затем в течение 30 лет — журналист, один из ведущих представителей Ленинградского ТАСС.
Ему доверяли брать интервью у Фиделя Кастро, у американских президентов.
Одна из его заметок была перепечатана американской газетой «Нью-Йорк Таймс» — это была маленькая заметка под заголовком «Пожар в Ленинграде по вине трех кошек». Речь в ней шла о том, как пожарные, рискуя жизнью, спасли не только престарелую одинокую женщину, но и её домашних животных.
Умер в 1991 году в Ленинграде, в госпитале ветеранов Великой Отечественной войны. Похоронен на Киновеевском кладбище.

## Творчество
Автор стихотворений на тему Великой Отечественной войны.
Стихи писал и до войны, затем на фронте, но после войны печатать стихи и не думал, заметив Герману Гоппе, что «на это Симонов имеется», но вернулся к рукописям спустя много лет — в 1978 году вышел первый сборник его стихов — первая книга стихов «Багровая память: Стихи, написанные дважды. 1942—1977».

Марш к салюту Победы был тягостно долог: сто боев, сто друзей, сто смертей, сто тревог…
А стихи… Я извлёк их, как старый осколок. Как больную занозу, из сердца извлёк.— Павел Булушев

В начале 1978 г. по небольшой книге стихов «Багровая память» ленинградцы узнали ещё одного поэта поколения «павших и живых» — Павла Булушева. Он ушёл на фронт, на Ленинградский фронт, в 1942 году, а в январе 1945 после тяжёлых ранений в звании младшего лейтенанта уволен из армии — «списан по чистой». Ему ещё не было 20 лет. Он выжил. В отличие от Семёна Гудзенко его не «догнал залетевший с войны осколок снаряда». Стал журналистом-ТАССовцем, автором многих статей и корреспонденции. И никто не знал о стихах, написанных в основном в его неполных три солдатских года. У книги «Багровая память» есть подзаголовок: «стихи, написанные дважды».— 

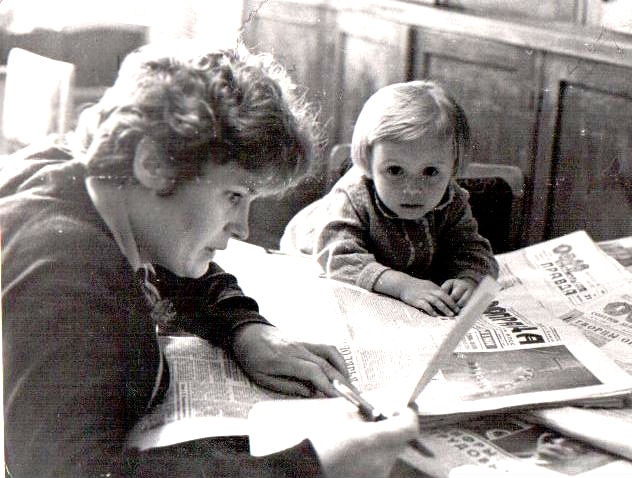
Мария Васильевна Булушева с дочерью Ольгой на работе

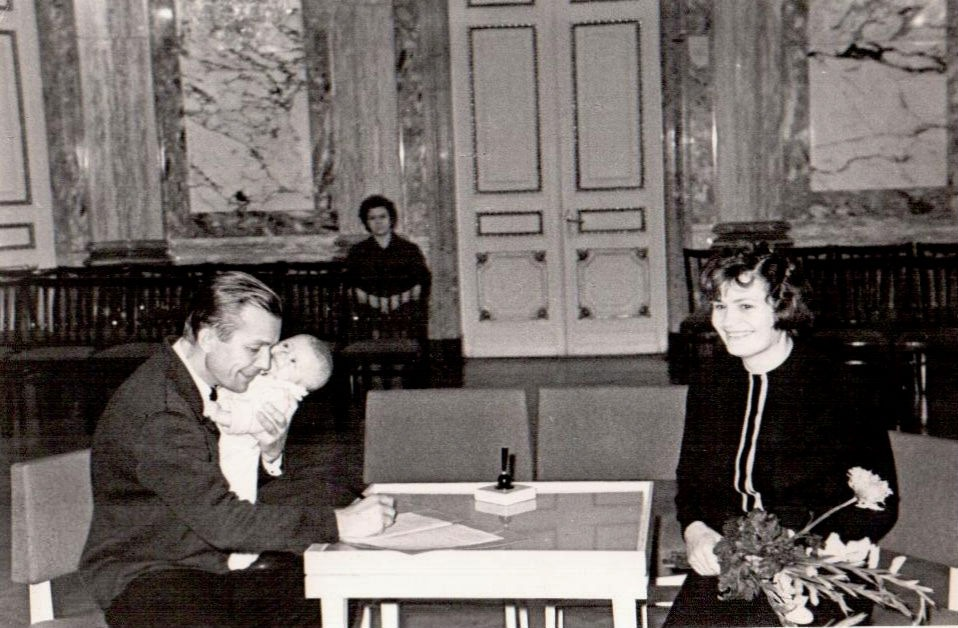
Регистрация маленькой Ольги Павловны

Стихи получили широкое признание, были изданы ещё четыре сборника, стихи печатались в журналах, а также включались в коллективные сборники.
Соединив журналистику и поэзию к некоторым стихотворениям писал вводное пояснение или посвящение.

Он, по-моему, первым из поэтов соединил чисто журналистские приемы с высокой поэзией. Он предварял многие стихи развернутым предисловием. И никогда оно не вызывало сомнения, раздражения, чувства неуместности, потому что и то и другое (стихи и проза) было написано рукой подлинного мастера, знатока великих тайн соединения несоединимого. — Герман Гоппе, 2005

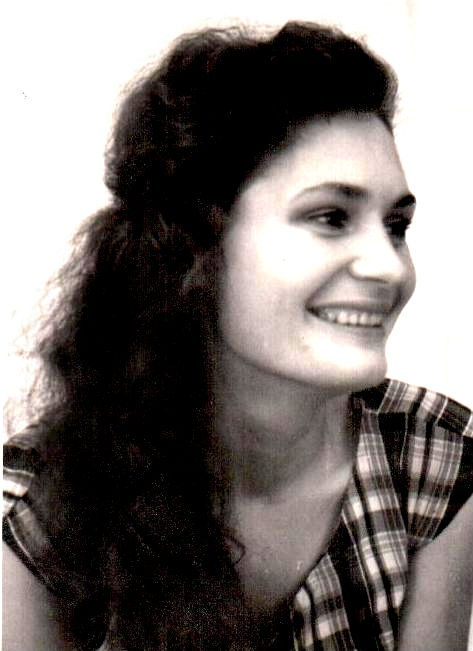
Булушева Мария Васильевна

Так, стихотворение «Трудные строки» — начатое поэтом в августе 1944 года, и дописанное только через тридцать лет — о командире 189-й стрелковой дивизии генерал-майоре П. А. Потапове.
Стихотворение «Локтево соседство» посвящено товарищам по бою — стрелкам из Эстонского гвардейского корпуса.
Стихотворение «Атака с „валентайнами“» — воспоминание о бое в июле 1944 года, предваряет цитата из книги маршала бронетанковых войск А. Бабаджаняна «Дороги побед» о слабой проходимости поставлявшихся по ленд-лизу английских танков «Валентайн».

И когда при мне рассуждают про вклад:
Чей, мол, он больше — наш, Америки или Британии? — 
 Пред моими глазами «валентайны» чадно горят. 
 И русские парни — за други своя! — горят в «валентайне»… — из стихотворение «Атака с „валентайнами“»
К «Балладе о сотворении мира» — об уничтожении фашистского дота — дано указание времени и места: «июнь 1944-го, Карельский перешеек, в сотне километров от Ленинграда».

 Всевышнему шесть дней едва хватило
На сотворенье мира… без тротила.
У нас была взрывчатка. Нам тротил 
Срок сотворенья сильно сократил.
И, подогнав с тротилом три повозки,
Рванули дот…
Так сотворен был Мир
На этом ныне тихом перекрёстке.— из стихотворению «Баллада о сотворении мира»
Стихотворение «Горький хлеб» посвящено памяти старшего брата поэта — Владимира Булушева, павшего при защите Ленинграда под Красным Селом в январе 1944 года.
Помимо стихов, совместно с В.И. Ганшиным является автором путеводителя «Подвигу твоему, Ленинград: памятник героическим защитникам города» вышедшего в 1977 году в серии путеводителей «Туристу о Ленинграде» издательства Лениздат.

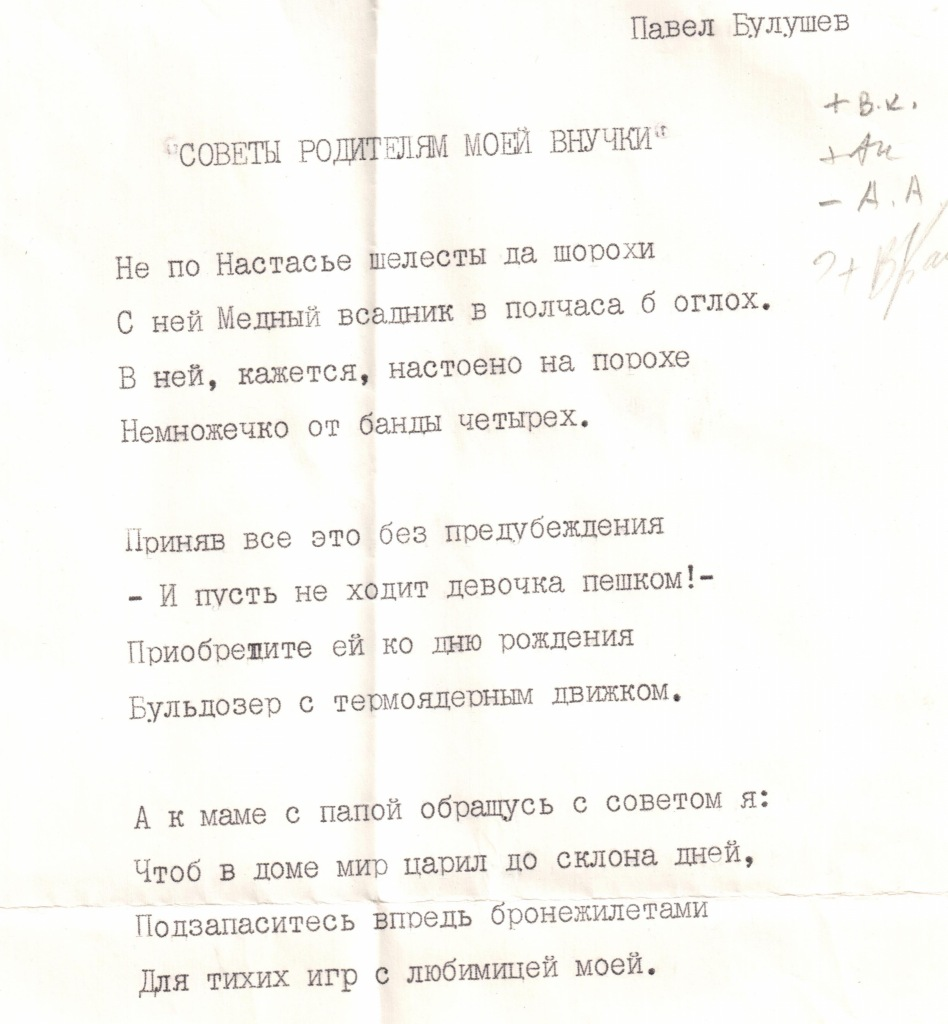
Неопубликованное стихотворение, посвященное внучке Настеньке. Личный архив семьи.

## Критика
Павел Булушев, судя по многим его стихам, прошёл хорошую поэтическую школу, хотя первые её классы — подражание любимым поэтам — остались далеко позади. Есть в стихах П. Булушева удивительное соединение — есть что-то мальчишеское, школярское в его видении войны и та овеществленная реальность, которая не дает и не может дать возможности отступить от подлинного какие бы искушения стилизации ни возникали перед автором.
Но нет сомнения, что перед нами чрезвычайно интересный поэт, причем с широким диапазоном поэтического голоса. От митинговой «маяковской» интонации до классических баллад. Павел Булушев — писатель ленинградской школы со свойственным ей знанием классической поэзии и русского языка. Он умеет уловить новое, иезатертое слово, свежий оборот речи. Его стихи о «косоприцельных дождях» отмечены реальностью пережитого. И — подлинным патриотизмом. Россия для Булушева — это прежде всего великий город над Невой, и его величественные дворцы, и тот самый завод, где он стоял на пьедестале: «Я только раз стоял на пьедестале. Зато туда меня Рабочий класс поставил».— Журнал «Нева», 1985 год

Каким мог увидеть Царскосельский лицей Павел Булушев в годы войны? …
Здесь Мекка поэтов. Мы помним об этом.
Но нынче здесь всё перегружено толом.
И прежде чем стать здесь вторично поэтом,
Сам Пушкин бы стал тут сначала сапёром.

У Булушева преобладает необычный сплав лирического «документализма», репортажности со сдержанной патетикой балладного настроя.— Яков Аркадьевич Гордин по поводу стихотворения Павла Булушева «„Царскосельский Лицей“ (январь, 1944 год)» 

Давно уж моими напарниками Стали бессчетные памятники. Круглые и многогранные, Гранитные и деревянные, Искусные и бесталанные — Братские, безымянные… 
«Ровесник бронзового воинства» — так называет себя ленинградец Павел Булушев. Выйти чудом живым из самого огневого пекла, остаться навсегда ровесником и «напарником» тек, кто отлит сегодня в бронзе, — не каждому даровано судьбой право на такую интимность в выражении гражданского чувства. Ибо вот они, напарники, ещё не в бронзе, а живые, в окопах: «Девяносто стволов, девяносто голов: Борисевич, Светлов, Колыванов, Петров…» — из рецензии на сборник «Слово о первом эшелоне», журнал «Звезда», 1986 год

В самой первой атаке, на первом шагу, Молча рухнул на бруствер под ноги соседу.
 Хоть бы пулю, и той не послал по врагу, Шаг шагнул…Но на шаг к нам приблизил Победу. 
В этих строчках ленинградского поэта — горькая правда о павших в первой жестокой схватке с врагом.— Михаил Михайлович Бобров — альпинист, в годы войны — разведчик на Ленинградском фронте

Павел Михайлович Булушев, вернувшись с войны с незаконченным средним образованием, стал первостепенным журналистом. Под конец жизни он стал одним из самобытнейших поэтов. Писал так, как до него не писал никто. Для него не было раздумий, какое из этих двух призваний наиболее значительное. Я смею назвать себя его ближайшим другом и отвечаю за каждое своё слово, сказанное и написанное о нём.— Герман Гоппе

## Награды
- Орден Красной Звезды (1944)
- Орден Отечественной войны первой степени (1985, юбилейный) — однако, Павел Михайлович Булушев не пошёл получать подарочный орден, считая, что нелепо как-то пятьдесят лет спустя после Великой Победы получать награду за то, что ты стал старше её на полвека.

## Комментарии
1. ↑  здесь в рецензии цитата из стихотворения «На охоте» (В разгаре боя, в злой перепалке, Вдруг три косули — вдоль по нейтралке....)
2. ↑  здесь в рецензии цитируются строки из стихотворения «Комсомольский билет» (Повстречал фронтового товарища я у входа на братское кладбище...)